# Somniosus microcephalus
El tiburón de Groenlandia (Somniosus microcephalus), llamado también tollo de Groenlandia o tiburón boreal, es una especie de elasmobranquio escualiforme perteneciente a la familia Somniosidae. Es una de las especies más grandes de tiburón, rondando entre los seis y siete metros de longitud. Comúnmente se encuentra en el norte del océano Atlántico y el océano Glacial Ártico, alrededor de Groenlandia e Islandia. Está estrechamente emparentado con el tollo negro dormilón.
Con un promedio de longevidad de unos 272 años, el tiburón de Groenlandia puede vivir hasta 512 años, siendo el vertebrado más longevo del mundo. Su sobrenombre de tiburón dormido se debe a su lentitud a la hora de desplazarse, además de su casi total ceguera.

## Características y hábitat

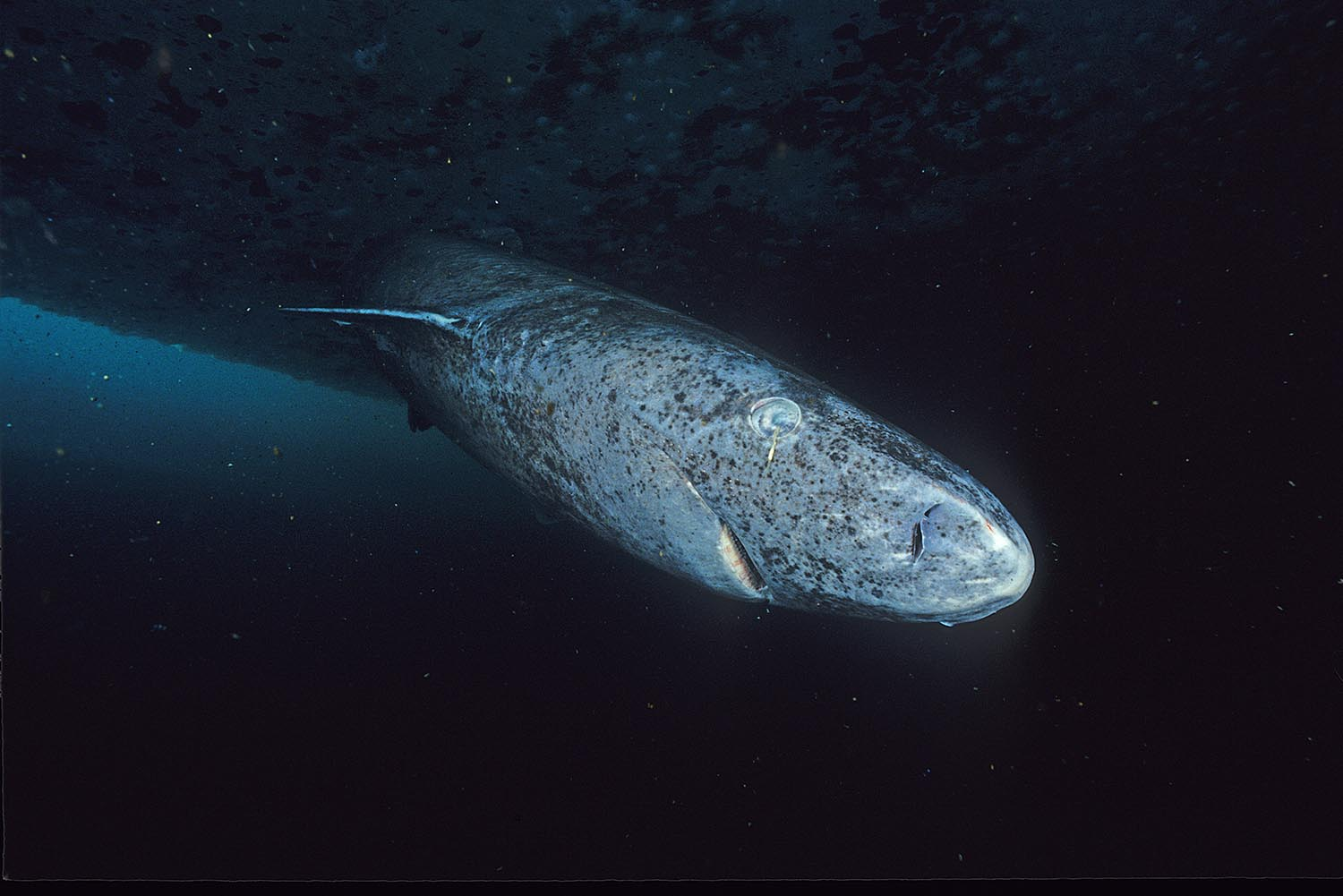
Tiburón de Groenlandia.

El tiburón de Groenlandia es una especie característica del abismo polar, y puede vivir en profundidades de hasta 2000 metros. Su dieta se basa principalmente en peces, calamares y mamíferos marinos como focas y morsas, aunque se han examinado los estómagos de algunos tiburones de Groenlandia y se han encontrado restos de caribúes, caballos e incluso partes de un alce.
Con frecuencia, vive con un copépodo parásito (Ommatokoita elongata) que se instala en la córnea de su ojo, alimentándose del tejido ocular, provocando al tiburón una ceguera parcial. El copépodo es una criatura bioluminiscente, y es posible que tenga la función simbiótica de atraer a las presas del tiburón como si fuera un señuelo de pesca, esto es sugerido por el hecho de que estos tiburones normalmente son lentos, sin embargo, se han encontrado presas muy veloces (como calamares) dentro de sus estómagos.
Si bien es sabido que los tiburones de Groenlandia carecen de una buena vista, siguen siendo grandes predadores dentro de su hábitat, puesto que tienen el sentido del olfato excepcionalmente sensible y pueden detectar a sus presas a kilómetros de distancia, incluyendo a cadáveres y restos animales que quedan atrapados bajo la espesa capa de hielo que cubre el mar.

## Longevidad
Según el estudio de investigadores de la Universidad de Copenhague, realizado entre 2010 y 2013 y publicado en la revista Science en 2016, los tiburones de Groenlandia son los vertebrados más longevos del mundo, con una esperanza de vida de casi 500 años, aunque el estudio señala que el ciclo de vida de este tiburón puede llegar incluso hasta los 512 años. Hasta la publicación del citado estudio, se pensaba que el vertebrado más longevo era la ballena boreal, el mamífero más longevo, que comparte el hábitat del tiburón de Groenlandia en las aguas del Atlántico Norte y del círculo polar ártico.
Su longevidad puede deberse a su lento desarrollo, ya que crece cerca de un centímetro por año y puede tardar 150 años en alcanzar la madurez sexual. Según explica Manuel Collado, el director del Laboratorio de Células Madre en Cáncer y Envejecimiento del Complejo Hospitalario Universitario de Santiago de Compostela, «a temperaturas tan bajas el metabolismo y la actividad celular y de los tejidos es mucho menor, podríamos decir que todo está ralentizado y por tanto, el paso del tiempo es más lento».
Según indica el estudio «La esperanza de vida de un tiburón de Groenlandia sólo es superada por la de la almeja de Islandia» que ha llegado a vivir 507 años.
Las conclusiones del estudio se basaron en el análisis de carbono 14 efectuado sobre el cristalino del ojo de 28 hembras muertas que habían sido capturadas por accidente, y que permite obtener elementos sobre la edad por las trazas de radiaciones atómicas en sus tejidos provenientes de las pruebas nucleares realizadas después de la década de 1950.
Los dos tiburones más grandes del estudio tenían una longitud de 4,93 m y 5,02 m, y tenían «edades cercanas a 335 años y 392 años respectivamente», según los investigadores.

## Depredadores y Dieta
Sus únicos depredadores son la orca y el oso polar. Estos escualos suelen alimentarse de arenques, rayas, capelanes, sardinas, truchas, salmones, bacalaos, peces lobo, lenguados, peces grumo y calamares, así como de presas terrestres, que suelen ser renos, alces, focas y gaviotas.

## Consumo humano

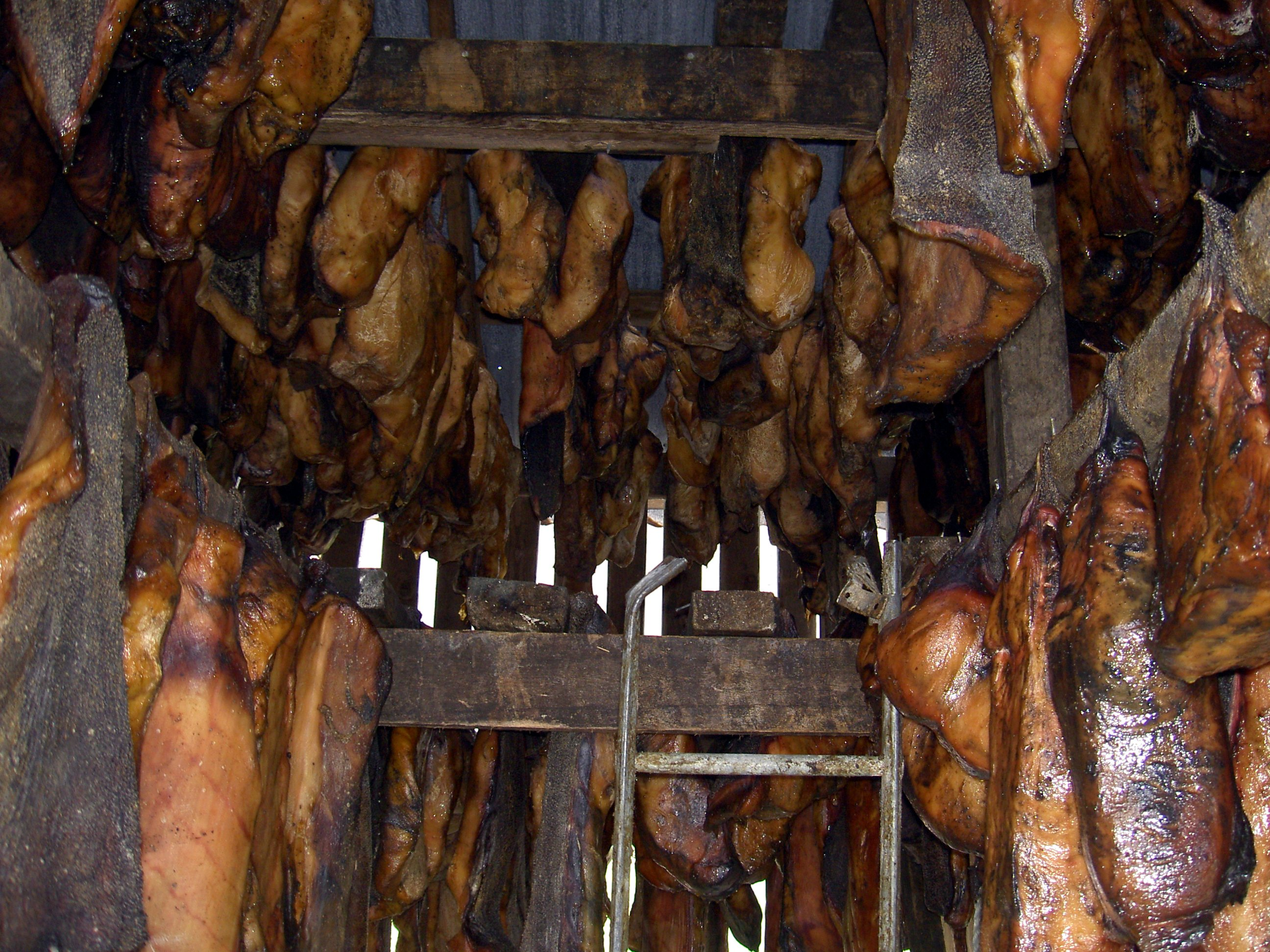
Carne de tiburon de Groenlandia o kæstur hákarl en Islandia.

La carne de tiburón de Groenlandia es levemente venenosa cuando está fresca, debido a la presencia de una toxina llamada óxido de trimetilamina, que, tras ser digerida y gracias a la acción enzimática, pasa a ser trimetilamina, la cual produce efectos similares a los de una embriaguez extrema. Sin embargo, puede ser ingerido tras un tratamiento específico. Si se hierve en varios cambios de agua o se deja secar durante algunos meses, exponiéndolo a varios ciclos de congelación y deshielo puede ser comestible, aunque no aconsejable. En Groenlandia e Islandia es considerado una exquisitez. También suele ser cazado por los inuits, que lo atraen mediante un señuelo y lo arrastran a través de agujeros cortados en el hielo.

## Investigación
Investigadores canadienses y el Greenland Shark and Elasmobranch Education and Research Group (GEERG) han estado estudiando al tiburón de Groenlandia en el fiordo Saguenay y el estuario del San Lorenzo desde 2001. La presencia del tiburón de Groenlandia en el río Saguenay fue documentada repetidas veces desde 1888. En el estuario del San Lorenzo también han sido registradas algunas capturas accidentales desde hace más de un siglo. Actualmente, la investigación es conducida por el GEERG, que se dedica específicamente al estudio del comportamiento del tiburón de Groenlandia, observando especímenes vivos bajo el agua, mediante equipos de buceo, vídeo y telemetría.